# Nong'an
Nong'an (chinois simplifié : 农安镇 ; chinois traditionnel : 農安鎮 ; pinyin : Nóng'ān Zhèn) est une ville et le chef-lieu du comté de Nong'an, dans le nord-ouest de la province de Jilin, en Chine, à environ 60 km au nord de Changchun, la capitale provinciale. En 2010, la ville comptait une population de 224387 habitants dans une zone de 426 km2.  Elle est desservie par la route nationale 302 de Chine et se trouve juste à côté de l'autoroute G12 Hunchun-Ulanhot.
La ville a été la capitale de l'ancien royaume coréen de Puyŏ.